# Japanischer Fußball-Supercup 2020
Der japanische Fußball-Supercup 2020 wurde am 8. Februar 2020 zwischen dem J1 League-Gewinner 2019 Yokohama F. Marinos und dem Kaiserpokal-Sieger 2019 Vissel Kōbe ausgetragen.
| Paarung             | Yokohama F. Marinos – Vissel Kōbe |
| Ergebnis            | 3:3 (1:2), 5:6 i. E. |
| Datum               | 8. Februar 2020 um 13:35 Uhr |
| Stadion             | Saitama Stadium 2002, Saitama |
| Zuschauer           | 51.397 |
| Schiedsrichter      | Yoshiro Imamura |
| Tore                | 0:1 Douglas (27.) 1:1 Marcos Júnior (36.) 1:2 Kyōgo Furuhashi (40.) 2:2 Takahiro Ōgihara (54.) 2:3 Hotaru Yamaguchi (69.) 3:3 Erik Lima (73.) Elfmeterschießen: 1:0 Thiago Martins 1:1 Andrés Iniesta 2:1 Takahiro Ōgihara 2:2 Jun’ya Tanaka Edigar Junio Keijirō Ogawa Kota Mizunuma Daigo Nishi Ken Matsubara Leo Ōsaki Takuya Wada Thomas Vermaelen Keita Endō 2:3 Hotaru Yamaguchi |
| Yokohama F. Marinos | Park Il-gyu – Ken Matsubara, Thiago Martins, Shinnosuke Hatanaka (46. Makito Itō), Theerathon Bunmathan – Takuya Kida (74. Takuya Wada), Takahiro Ōgihara, Teruhito Nakagawa, Marcos Júnior (88. Kōta Mizunuma), Erik Lima (74. Edigar Junio) – Ado Onaiwu (46. Keita Endō) Cheftrainer: Ange Postecoglou ( Australien)                                                                |
| Vissel Kōbe         | Hiroki Iikura – Dankler, Leo Ōsaki, Thomas Vermaelen – Daigo Nishi, Sergi Samper (85. Keijirō Ogawa), Andrés Iniesta , Gōtoku Sakai, Hotaru Yamaguchi, Kyōgo Furuhashi – Douglas (64. Jun’ya Tanaka) Cheftrainer: Thorsten Fink ( Deutschland) |
| Gelbe Karten        | Takuya Kida (62.) – Andrés Iniesta (53.), Daigo Nishi (90.+2') |

## Supercup-Sieger Vissel Kōbe
|  | Vissel Kōbe |
|  | - Tor: Hiroki Iikura; Daiya Maekawa - Abwehr: Dankler; Leo Ōsaki; Thomas Vermaelen; Hirofumi Watanabe; Sō Fujitani - Mittelfeld: Daigo Nishi; Sergi Samper; Andrés Iniesta ; Gōtoku Sakai; Hotaru Yamaguchi; Kyōgo Furuhashi; Takuya Yasui - Angriff: Douglas; Noriaki Fujimoto; Keijirō Ogawa; Jun’ya Tanaka - Trainer: Thorsten Fink |